# طه إبراهيم العبد الله
طه إبراهيم العبد الله هو أكاديمي وسياسي عراقي راحل.
في 30 تموز 1969، استحدثت وزارة الري وفك ارتباط مديرية الري العامة من وزارة الإصلاح الزراعي (سابقاً)، فشغل منصب وزير الري (1969-1972)، وبعد إعفاء الدكتور طه إبراهيم العبد الله من منصب وزير الري، عين عضواً متفرغاً في المجلس الزراعي الأعلى و معاون رئيس ديوان الرئاسة، ثم شغل منصب رئيس جامعة بغداد(1974-1977) ثم شغل منصب وزير التخطيط (1979-1981) عندما شغل صدام حسين منصب الرئيس.